# 小行星23128
小行星23128（23128 Dorminy）是一颗绕太阳运转的小行星，为主小行星带小行星。该小行星于2000年1月发现。

## 轨道参数
小行星23128的轨道半长轴为342 672 847 km（2.2905939 UA），离心率为0.096。